# Idioma bereber de Tataouine
El idioma bereber de Tataouine es una de las muchas lenguas bereberes septentrionales, una rama de las lenguas afroasiáticas. El idioma bereber de Tataouine pertenece a la familia lingüística de las lenguas zenati orientales.

## Bereber de Tatouine
La lengua bereber de Tataouine, es hablada en los pueblos de Chenini, Douiret y anteriormente en Guermessa. La lengua materna de los habitantes de Douiret y Chenini, es una lengua zenati oriental, la lengua local incluye muchas palabras del árabe tunecino y algunos términos en francés. La lengua bereber se ha extinguido en Guermessa, actualmente los habitantes del pueblo hablan en árabe tunecino.

## Lenguas zenati orientales
Las lenguas zenati orientales son un grupo de lenguas bereberes septentrionales y lenguas zenati que se hablan en Túnez y Libia. El doctor neerlandés Martin Kossmann considera que las lenguas zenati orientales son parecidas a las lenguas bereberes orientales, pero diferentes del idioma nafusi, hablado en el Yebel Nefusa, en Libia, que se considera una lengua bereber oriental. Según el doctor Kossmann, las lenguas bereberes tunecinas, consisten en las siguientes variedades habladas en el territorio de Túnez: El idioma bereber de Sened (ya extinto), el idioma bereber de Matmata, la lengua bereber de Tataouine, la lengua bereber de Yerba y la lengua bereber de Zuara, hablada en Zuara, una ciudad libia, situada a 60 kilómetros de la frontera entre Libia y Túnez.